# Clupeomorfe
Clupeomorfele (Clupeomorpha) este un supraordin de pești teleosteeni primitivi, răspândiți atât în ape dulci cât și în ape marine, iar unii (clupeidele) trăiesc în ambele medii. Acest  supraordin conține un singur ordin actual, Clupeiformes, și un ordin dispărut, Ellimmichthyiformes din cretacic și eocen. Clupeomorfele se caracterizează prin unele particularități anatomice și morfologice: vezica înotătoare legată de urechea internă printr-o pereche de diverticule anterioare ale vezicii înotătoare, ea comunică cu intestinul printr-un duct pneumatic (pești fizostomi); corpul alungit, adesea comprimat lateral; fălcile neprotractile; de obicei există două supramaxilare; al doilea hipural fuzionat la bază cu corpul primei vertebre urale, primul hipural nelegat  de corpul primei vertebre urale; numărul razelor branhiostegale de obicei, mai mic de 7, rareori până la 20; un singur solz carinat ventral la locul inserții înotătoarei ventrale, majoritatea speciilor au rând de solzi carinați pe linia mediană a abdomenului înaintea și în urma înotătoarei ventrale care formează o carenă ventrală evidentă, unele specii au 1-2 solzi carinați predorsali  înaintea înotătoarei dorsale, iar la alte specii există un rând lung predorsal de solzi carinați.

## Clasificare
Clupeomorfele includ 2 ordine și circa 360-380 specii actuale și câteva fosile
- Supraordinul Clupeomorpha

- Ordinul  † Ellimmichthyiforme

- †Familia Paraclupeide (= Ellimmichthyide).

- Ordinul  Clupeiforme

- Subordinul Denticipitoide

- Familia  Denticipitide

- Subordinul Clupeoide

- Familia Pristigasteride
- Familia  Engraulide
- Familia  Chirocentride
- Familia  Clupeide
- Familia Sundasalangide (după Nelson este o subfamilie din familia Clupeide)
- Familia Dussumieriide (după Nelson este o subfamilie din familia Clupeide)